# Burnie International 2018 - Doppio femminile
Il singolare femminile del torneo di tennis professionistico Burnie International 2018, facente parte della categoria W60 nell'ambito dell'ITF Women's Circuit 2018, si è giocato dal 29 gennaio al 4 febbraio a Burnie, in Australia.
Riko Sawayanagi e Barbora Štefková erano le detentrici del titolo, ma hanno deciso di non partecipare al torneo.
In finale Vania King e Laura Robson hanno battuto Momoko Kobori e Varatchaya Wongteanchai con il punteggio di 7–6(3), 6–1.

## Teste di serie
1. Barbora Krejčíková /  Nina Stojanović (semifinale)
2. Irina Khromacheva /  Asia Muhammad (quarti di finale)

1. Vania King /  Laura Robson (campionesse)
2. Jessica Moore /  Ellen Perez (semifinale)

## Qualificate
1. Zoe Hives /  Abigail Tere-Apisah (primo turno)

1. Misa Eguchi /  Mai Minokoshi (primo turno)

## Wild card
1. Destanee Aiava /  Belinda Woolcock (quarti di finale)
2. Kimberly Birrell /  Jaimee Fourlis (primo turno)

1. Alana Parnaby /  Alicia Smith (primo turno)

## Tabellone

### Legenda
| - Q = Qualificato - WC = Wild card - LL = Lucky loser | - ALT = Alternate - SE = Special Exempt - PR = Protected Ranking | - w/o = Walkover - r = Ritirato - d = Squalificato |

|  | Primo turno | Primo turno               | Primo turno               | Primo turno | Primo turno |  |  | Quarti di finale | Quarti di finale          | Quarti di finale          | Quarti di finale     | Quarti di finale |   |      | Semifinali | Semifinali                | Semifinali      | Semifinali           | Semifinali           |    |   | Finale | Finale | Finale | Finale | Finale |  |
|  |             |                           |                           |             |             |  |  |                  |                           |                           |                      |                  |   |      |            |                           |                 |                      |                      |    |   |        |        |        |        |        |  |
|  | 1           | B Krejčíková N Stojanović | B Krejčíková N Stojanović | 6           | 6           |  |  |                  |                           |                           |                      |                  |   |      |            |                           |                 |                      |                      |    |   |        |        |        |        |        |  |
|  |             | J Cristian V Savinykh     | J Cristian V Savinykh     | 2           | 2           |  |  | 1                | B Krejčíková N Stojanović | B Krejčíková N Stojanović | 6                    | 6                |   |      |            |                           |                 |                      |                      |    |   |        |        |        |        |        |  |
|  |             | A Bai V Wongteanchai      | 5                         | 6           | [2]         |  |  | WC               | D Aiava B Woolcock        | D Aiava B Woolcock        | 4                    | 4                |   |      |            |                           |                 |                      |                      |    |   |        |        |        |        |        |  |
|  | WC          | D Aiava B Woolcock        | 7                         | 2           | [10]        |  |  |                  |                           |                           |                      |                  |   |      | 1          | B Krejčíková N Stojanović | 3               | 6                    | [7]                  |    |   |        |        |        |        |        |  |
|  | 3           | V King L Robson           | V King L Robson           | 6           | 6           |  |  |                  |                           | 3                         | V King L Robson      | 6                | 2 | [10] |            |                           |                 |                      |                      |    |   |        |        |        |        |        |  |
|  | WC          | K Birrell J Fourlis       | K Birrell J Fourlis       | 3           | 0           |  |  | 3                | V King L Robson           | V King L Robson           | 7                    | 6                |   |      |            |                           |                 |                      |                      |    |   |        |        |        |        |        |  |
|  |             | T Mrdeža K Takahata       | T Mrdeža K Takahata       | 1           | 2           |  |  |                  | A Pivovarova J Ponchet    | A Pivovarova J Ponchet    | 5                    | 0                |   |      |            |                           |                 |                      |                      |    |   |        |        |        |        |        |  |
|  |             | A Pivovarova J Ponchet    | A Pivovarova J Ponchet    | 6           | 6           |  |  |                  |                           |                           |                      |                  |   |      | 3          | V King L Robson           | V King L Robson | 7                    | 6                    |    |   |        |        |        |        |        |  |
|  |             | K Dunne O Rogowska        | K Dunne O Rogowska        | 2           | 4           |  |  |                  |                           |                           |                      |                  |   |      |            |                           |                 | M Kobori C Muramatsu | M Kobori C Muramatsu | 63 | 1 |        |        |        |        |        |  |
|  |             | M Inoue E Sema            | M Inoue E Sema            | 6           | 6           |  |  |                  | M Inoue E Sema            | 5                         | 6                    | [8]              |   |      |            |                           |                 |                      |                      |    |   |        |        |        |        |        |  |
|  | WC          | A Parnaby A Smith         | A Parnaby A Smith         | 2           | 3           |  |  | 4                | J Moore E Perez           | 7                         | 4                    | [10]             |   |      |            |                           |                 |                      |                      |    |   |        |        |        |        |        |  |
|  | 4           | J Moore E Perez           | J Moore E Perez           | 6           | 6           |  |  |                  |                           |                           |                      |                  |   |      | 4          | J Moore E Perez           | 2               | 6                    | [5]                  |    |   |        |        |        |        |        |  |
|  |             | M Kobori C Muramatsu      | M Kobori C Muramatsu      | 6           | 6           |  |  |                  |                           |                           | M Kobori C Muramatsu | 6                | 4 | [10] |            |                           |                 |                      |                      |    |   |        |        |        |        |        |  |
|  | Q           | Z Hives A Tere-Apisah     | Z Hives A Tere-Apisah     | 0           | 3           |  |  |                  | M Kobori C Muramatsu      | 4                         | 6                    | [10]             |   |      |            |                           |                 |                      |                      |    |   |        |        |        |        |        |  |
|  | Q           | M Eguchi M Minokoshi      | M Eguchi M Minokoshi      | 2           | 4           |  |  | 2                | I Khromacheva A Muhammad  | 6                         | 2                    | [8]              |   |      |            |                           |                 |                      |                      |    |   |        |        |        |        |        |  |
|  | 2           | I Khromacheva A Muhammad  | I Khromacheva A Muhammad  | 6           | 6           |  |  |                  |                           |                           |                      |                  |   |      |            |                           |                 |                      |                      |    |   |        |        |        |        |        |  |